# Lichmera deningeri
El mielero de Buru (Lichmera deningeri)  es una especie de ave paseriforme de la familia Meliphagidae.

## Localización
Es una especie endémica de Buru, en las islas Molucas (Indonesia).